# Japanska ratna mornarica
Japanska ratna mornarica ili Japanske pomorske samoobrambene snage (eng. JMSDF - Japan Maritime Self-Defense Force) je naziv za pomorsku komponentu Oružanih snaga Japana (JSDF). Japanska ratna mornarica je nastala nakon raspuštanja Japanske carske mornarice poslije Drugog svjetskog rata. Mornarica posjeduje veliku flotu brodova koja je strogo bazirana na obrambenom (samoobrambenom) naoružanju. Glavna zadaća Japanske ratne mornarice je držati kontrolu na japanskom morskom teritoriju i ophoditi teritorijalne vode. Sudjelovala je i u nekim od UN-ovih mirovnih misija.
JSMDF ima službeno ima 46.000 osoblja (trenutno oko 45,800 osoblja), koje upravlja sa 119 glavnih borbenih brodova, uključujući 20 podmornica, 53 razarača i fregata, 29 minopolagača, 9 ophodna broda i 9 amfibijskih brodova (ukupna istisnina flote je približno 432.000 tona). Osim brodova, mornarica je opremljena sa 179 aviona i 135 helikoptera. Većina ovih zrakoplova rabi se u protupodmorničkim i protuminskim zadaćama.
Svi brodovi u Japanskoj mornarici koji su uvedeni u službu prije 2008. godine imaju prefiks JDS (Japanese Defense Ship). Brodovi koji su uvedeni u službu nakon 2008. imaju prefiks JS (Japanese Ship) što je rezultat preimenovanja Japanske obrambene agencije (eng. Japanese Defense Agency) u Ministarstvo obrane Japana (eng. Ministry of Defense).

## Povijest
Japanska mornarica ima dugu povijest. U 3. stoljeću japanski brodovi su prevozili trupe po Istočnoj Aziji i Japanu. Mongolska invazija na Japan koju je vodio Kublaj-kan 1274. i 1281. ojačala je i potakla razvoj Japanskih pirata (jap. wakō) koji su postali aktivniji u pljačkanju obale Kineskog carstva. U 16. stoljeću događa se procvat japanske mornarice. Grade se mnogi brodovi, a razvijaju se i prvi ratni brodovi s metalnim trupom. Početkom 17. stoljeća Japanci su izgradili prve velike oceanske vojne brodove. Godine 1869. nakon revolucije Meiji oformljena je Japanska carska mornarica koja je prema Washingtonskoj konferenciji bila treća po veličini mornarica na svijetu. Sudjelovala je u Prvom i Drugom svjetskom ratu a raspuštena je 1947. godine nakon potpisivanja japanske kapitulacije.
Poslije 1947. oformljena je Japanska ratna mornarica koja je prema japanskom ustavu mogla biti samo obrambene namjene. Osnivanje Japanske ratne mornarice su podržale i SAD zbog prijetnje sovjetske ratne mornarice koja se sve više naoružavala podmornicama. Prvi brod JMSDF je bio bivši američki razarač koji je predan Japanu 1954. godine. Dvije godine kasnije, 1956. japan u službu uvodi svoj prvi razarač proizveden nakon II. svjetskog rata nazvan Harukaze. Zbog prijetnje sovjetske mornarice i sovjetske jake podmorničke flote, Japanska ratna mornarica većinom se okretala potrebi za protupodmorničku borbu, pa većinu flote čine razarači i slični brodovi namijenjeni i opremljeni za protupodmorničku borbu. 

## Flota JMSDF

### Razarači s navođenim raketama (DDG)
- Razarači klase Maya (2 u službi)
- Razarači klase Atago (2 u službi)
- Razarači klase Kongō (4 u službi)
- Razarači klase Hatakaze (2 u službi)

### Razarači (DD)
- Klasa Takanami (5 u službi)
- Klasa Murasame (9 u službi)
- Klasa Asagiri (6 u službi)
- Klasa Hatsuyuki (11 u službi)

### Razarači s helikopterskom palubom (DDH)
- Klasa Hyūga (1 u službi; 1 porinut)
- Klasa Shirane (2 u službi)
- Klasa Haruna (1 u službi)

### Fregate (DE)
- Klasa Abukuma (6 u službi)
- Klasa Yubari (2 u službi)

### Podmornice (SS)
- Klasa Sōryū (1 u službi; 2 porinute; 1 u izgradnji; 1 planirana)
- Klasa Oyashio (11 u službi)
- Klasa Harushio (6 u službi)

### Amfibijski brodovi
- LST klase Ōsumi (3 u službi)
- LSU klase Yura (2 u službi)
- LCU klase 1-go (2 u službi)
- LCM klase 2121 (10 u službi)
- LCM klase YF 2150 (2 u službi)
- Landing Craft Air Cushion (6 u službi)

### Minopolagači
- Klasa Yaeyama (3 u službi)
- Minopolagači klase Hirashima (2 u službi; 1 porinut)
- Minopolagači klase Sugashima (12 u službi)
- Minopolagači klase Uwajima (9 u službi)
- Minopolagači klase Hatsushima (2 u službi)

### Ophodni
- Raketni čamac klase Hayabusa (6 u službi)
- Raketni čamac klase 1-go (1 u službi)

### Planirani brodovi
- Razarači klase 5000t (4 planirana)
- Razarači klase 19000t (1 trenutno planiran)
- Nova generacija minopolagača

## Vanjske poveznice
- http://www.mod.go.jp/msdf/formal/english/index.html Službene stranice JMSDF  Arhivirana inačica izvorne stranice od 23. rujna 2020. (Wayback Machine)
- Japan
- JMSDF (Globalsecurity.org)